# تمارين تقويم العضلات
تمارين تقوية العضلات هي تنشط عملية تكوين البروتينات اللازمة لتعزيز القوة العضلية، تفيد المصادر الطبية بأنه خلال مسار حياة أحدنا، تخضع كتلة العضلات الهيكلية في الجسم لتغييرات كثيرة من حيث الكمية والنوعية. وتتميز العضلات الهيكلية بأنها «نسيج ديناميكي» قادر على التضخم أو الضمور وفقا لنمط النمو والتقدم في العمر وخاصة مع الشيخوخة، وأيضاً وفقا لنوعية ومقدار النشاط البدني الذي يُمارسه المرء في حياته اليومية وعمله الوظيفي، وكذلك وفقاً لكمية ونوعية محتويات التغذية اليومية، إضافة إلى حالته الصحية ومدى إصابته المزمنة أو المؤقتة بأي نوع من الأمراض. 

## كتلة العضلات
وضمن عدد 11 أكتوبر (تشرين الأول) الحالي من المجلة الأوروبية لوظائف الأعضاء European Journal of Physiology، قدمت مجموعة من باحثي جامعة لوفان البلجيكية مراجعة علمية حول آليات ودور ممارسة التمارين بأنواعها في حفظ كتلة عضلات الجسم وتنمية حجمها وقوتها. وأفاد الباحثون بأن الغرض من مراجعتهم العلمية هذه هو عرض الآليات التي يمكن من خلال ممارستها تحفيز حصول التغييرات في كتلة العضلات الهيكلية في الجسم عن طريق تعديل عمليات التوازن البروتيني الذي تحتاجه العضلات لتكوين كتلة الأنسجة العضلية فيها، وأيضاً عن طريق تنظيم استفادة الجسم من الخلايا الساتلية البدائية Satellite Cells، التي هي مصدر تكوين الخلايا العضلية الناضجة. وأوضح الباحثون أن ممارسة التمارين الرياضية تؤدي إلى تنشيط عمليات معقدة على مستوى المكونات الدقيقة داخل الخلايا العضلية، من أجل تنشيط تكوين البروتينات داخلها، ومن ثمّ زيادة حجمها وتعزيز قوتها. كما أوضحوا بشيء من التفصيل دور ممارسة التمارين الرياضية في ترتيب عمليات الالتهام الذاتي Proteolytic Systems للمكونات التالفة في داخل العضلات، ما يعطي مساحة أفضل للجسم في إعادة تشكيل بنية ومكونات العضلات بشكل يجعلها أكبر حجماً وأكثر حيوية وأعلى في كفاءة أداء مهامها الوظيفية. وأضاف الباحثون القول: «مما يشير إلى أن التمرينات البدنية تشارك في تنظيم آليات مراقبة جودة مكونات الخلايا العضلية، وبالتالي لصحة العضلات».

كما أوضح الباحثون دور التمارين في تنشيط الخلايا العضلية البدائية، التي تنمو لتكوين خلايا العضلات الجديدة. وقالوا إن «تنشيط وانتشار ونمو الخلايا الساتلية يمكن تعزيزه من خلال ممارسة الرياضة والتمارين، ما يجعل العضلات تعيد تشكيل نفسها ويكبر حجمها. واعتماداً على كثافة ومدة وتكرار ممارسة التمارين الرياضية يكون مقدار التأثير في كتلة وحجم عضلات الجسم». 

## تمارين تقوية العضلات
وتعتبر تمارين تقوية العضلات، المنصوح بها صحياً، شيئا مختلفاً عن العمل على زيادة حجم العضلات كمظهر تجميلي. وتمارين تقوية العضلات هي جزء من اللياقة البدنية الصحية لرفع كفاءة الجسم والوقاية من الإصابة بالأمراض المزمنة، وأيضاً كجزء من معالجة إحدى الحالات المرضية المختلفة التي قد تصيب القلب أو الغدد الصماء أو بنية العظام أو المفاصل أو العضلات. ولأن العضلات هي «نسيج ديناميكي» قابل للنمو لزيادة القوة وقابل في نفس الوقت للضمور والضعف، فإن الحفاظ على قوة العضلات وكتلتها أحد الأهداف الصحية في حالات أمراض شرايين القلب التي يرافقها ارتفاع ضغط الدم أو اضطرابات الدهون الثلاثية والكولسترول أو زيادة الوزن، وكذلك في حالات الالتهابات المزمنة في المفاصل أو آلام الظهر.

وبالإضافة إلى هذا، فإن وجود كتلة عضلية صحية، من نواحي حجمها وقوتها ونشاط عملها، يفيد الجسم في حرق السعرات الحرارية للشحوم المتراكمة في الجسم. ودون وجود تلك الكتلة العضلية النشطة، فإن من الصعب على الجسم حرق الشحوم وخفض الزيادة في وزن الجسم. 
وممارسة تمارين تقوية العضلات، في عضلات مناطق الأطراف العلوية والسفلية والعمود الفقري بكافة مستوياته، يزيد من قوة النسيج العظمي ويقي من الإصابة بهشاشة العظم. وإحدى آليات تلك الفوائد العظمية لتمارين العضلات هو زيادة تدفق الدم إلى مناطق العضلات القريبة والملتصقة بالعظم، ما يزيد من تدفق العناصر الغذائية إلى العظام وينشط تدفق الدم في الأوعية الدموية الصغيرة التي تجري خلال الأنسجة العظمية. 

## لياقة التوازن
وتسهم ممارسة تمارين تقوية العضلات في تنشيط التواصل فيما بين الدماغ من جهة وكل من العضلات والأوتار والمفاصل والعظام من جهة أخرى، ما يُكسب الإنسان مزيداً من «لياقة التوازن»، أي القدرة الجيدة على حفظ توازن الجسم أثناء القيام بالحركات المختلفة في المشي والهرولة والجلوس. وأيضاً في حفظ توازن الجسم عند الاضطرار إلى القيام بحركات بدنية مفاجئة كحالات الانزلاق أو السقوط أو التعثر أو الارتطام بالأشياء، وخاصة عند التقدم في العمر أو في حالات الإصابة بالانتكاسات الصحية التي تُؤثر على توازن الجسم كنزلات البرد والتهابات الأذن وانخفاض ضغط الدم أو انخفاض سكر الغلوكوز في الدم وغيرهم.

والواقع أن ما هو مطلوب صحياً ليس بالكثير، بل إن تمارين تقوية العضلات يمكن ممارستها في المنزل وفي صالة الألعاب، وذلك بالقيام بمجموعة من تمارين العضلات باستخدام أوزان معتدلة لأشياء منزلية أو آلات مخصوصة تتوفر في الصالات الرياضية. وقبل بدء التمرين للعضلات، يجدر إحماء العضلات عبر تحريكها لفترة ما بين خمس وعشر دقائق، وهو ما يتحقق بالمشي السريع أو الهرولة وتحريك اليدين أثناء ذلك. والسبب أن العضلة الباردة، التي لم يتم إحماؤها، هي عُرضة بشكل أكبر للإصابة بالإعياء أو التهتك خلال ممارسة تمارين تقوية العضلات، بخلاف العضلات التي تم تحريكها وإحماؤها. 
والمطلوب هو إجراء تمارين تقوية عضلات الأطراف العلوية والسفلية عبر استخدام ثقل بوزن نحو كيلوغرام ونصف الكيلو أو كيلوغرامين، ثم إجراء تكرار للحركة العضلية لما بين 12 إلى 15 مرة. ثم أخذ فترة من الراحة، وبعدها إجراء تمارين مشابهة لتحريك عضلات أخرى بشكل متكرر، وهكذا دواليك. 
ولا يجدر ممارسة تمارين تقوية العضلات بشكل يومي، بل يكفي مرتين في الأسبوع، في كل مرة لمدة نحو نصف ساعة من تمارين تكرار تحريك العضلات في مناطق مختلفة من الجسم. 

## عضلات الجسم... أنواع مختلفة
عندما يتذكر أحدنا أن ثمة أكثر من 640 عضلة في جسمه فإن السؤال الذي يتبادر إلى الذهن هو: لماذا يحتاج جسمنا إلى كل هذا العدد الكبير من العضلات، وما هي الوظائف التي تقوم بها الأنواع المختلفة من العضلات في الجسم؟
وبداية، ثمة شيئان تشترك فيهما جميع عضلات الجسم بأنواعها المختلفة وأماكن وجودها المتنوعة، وهما: أن عمل العضلة هو الانقباض والانبساط وفق آليات كهربائية كيميائية، وأن جميع أنواع العضلات في الجسم مكونة بالعموم من نوع خاص من الأنسجة المرنة للألياف الصغيرة، أشبه بالشريط المطاطي. وبهذا تتشكل وتتكون كل عضلة من الآلاف، وربما عشرات الآلاف، من هذه الألياف الصغيرة للأنسجة المرنة.

وفي جسم الإنسان ثمة ثلاثة أنواع مختلفة من العضلات، وهي: العضلات الملساء الناعمة Smooth Muscles، والعضلة القلبية Cardiac Muscle، والعضلات الهيكلية Skeletal Muscle. والعضلات الملساء الناعمة تشكل جزءا مهماً من عضلات الجسم وتوجد في مناطق واسعة منه، ولكن كتلتها مع ذلك ليست كبيرة. وعادة ما تتكون العضلات الملساء من صفائح أو طبقات عضلية. ورغم أنها عضلات لا إرادية Involuntary Muscles، أي لا يستطيع أحدنا أن يتحكم في حركتها إراديا، إلاّ أن الدماغ يوجهها للعمل بوظائف متعددة كي تساهم في حفظ كفاءة عمل أعضاء شتى في الجسم. 
وتوجد العضلات الملساء في أنحاء الجسم، كالأوعية الدموية، وفي أجزاء مختلفة من الجهاز التنفسي، وفي المريء والمعدة والأمعاء الدقيقة والأمعاء الغليظة، وفي المثانة والرحم، وفي العينين والأذن، وفي داخل أنسجة الكليتين. وفي هذه المناطق كلها، تعمل هذه العضلات على القيام بحركات الانقباض والانبساط، إما أن تفتح وإما تغلق إحدى الفتحات في مناطق وجودها، أو أن يُسهم انقباضها وانبساطها في تكوين الحركة الدودية التي تدفع الطعام مثلاً للمرور من خلال الأجزاء المتفرقة للجهاز الهضمي. 
أما العضلة القلبية فهي نوع فريد من العضلات التي توجد في عضو القلب. وتشكل هذه الكتلة العضلية حجرات القلب الأربع، أي البطين الأيسر والأذين الأيسر والبطين الأيمن والأذين الأيمن. ويؤدي انقباض هذه العضلة، في الحجرات المختلفة للقلب، إلى ضخ الدم من تلك الحجرة القلبية. كما يؤدي انبساطها إلى توسع تلك الحجرات القلبية كي تستوعب مزيداً من الدم فيها، وبالتي ضخه مع الانقباض التالي لها. 
ونوع العضلات التي تخطر على بال أحدنا عندما نقول: «عضلة»، وهي مجموعة العضلات الهيكلية، أي المرتبطة بالهيكل العظمي. وهي نوعية العضلات التي نتحكم بحركتها إراديا وتعتبر هي المحرك الأساسي للجسم، والتي تمكننا من المشي والهرولة وحمل الأشياء والوقوف والجلوس وغيرها من أنشطتنا في حياتنا اليومية. وكتلة العضلات الهيكلية تشكل نسبة 40 في المائة من وزن جسم الرجل، و36 في المائة من وزن جسم المرأة. وفي غالبية تلك العضلات توجد أوتار على طرفي العضلة، وهذه الأوتار تلتصق إما بالعظام وإما بأنسجة أخرى قوية في المفاصل وغيرها، كي تمكن من تكوين شكل ومدى الحركة الناجمة عن انقباض أو انبساط العضلة. ولذا لكل عضلة «منشأ» و«مغرس»، ويلتصق بها وتران من العضلة بالعظم من الطرفين. ولذا هناك أحجام وأشكال ومهام مختلفة لتلك العضلات الهيكلية، ما يسمح لها بالتالي من القيام بأداء مهام مختلفة خلال عملها على تسهيل قيامنا بأنشطة الحياة اليومية للجسم